# Natale Abbadia
Natale Abbadia (Genova, 11 marzo 1782 – Roma, 25 dicembre 1861) è stato un compositore e direttore di coro italiano.

## Biografia
Natale Abbadia fu maestro di canto e di coro al Teatro Carlo Felice di Genova dal 1831 al 1837, nonché bravo compositore di musica ecclesiastica e teatrale. Si trasferì successivamente a Milano come insegnante di canto.
Già dalla sua infanzia si dimostrò appassionato di musica. Per quattro anni seguì con profitto gli studi dal Maestro romano Pietro Raimondi e successivamente si affidò al Maestro Luigi Cerro, suo compatriota. 
A dodici anni sorprendeva già i professori per la sua grande abilità nell'eseguire i pezzi più difficili con il cembalo.
Grazie alla grande passione per lo studio e al suo talento, riuscì ad acquisire sempre più sicurezza, forza ed espressione nelle esecuzioni, secondo le regole del contrappunto.
Evidente era anche il suo buon gusto per la melodia e l'accompagnamento nelle opere da lui composte.
Appena ventenne compose, nell'ambito della musica sacra, una messa a tre voci e una a quattro voci che riscossero gli applausi del pubblico.
Per il teatro scrisse una farsa intitolata L'imbroglione e il castigamatti e un dramma a 7 voci dal titolo La Giannina di Pontieu ovvero La Villanella d'onore.
Sua figlia Luigia fu mezzosoprano e insegnante di canto.

## Opere
- Giannina di Pontieu ovvero La Villanella d'onore, opera teatrale, Genova, 1812
- L'imbroglione e il castigamatti, farsa, 1812